# Meitantei Conan: Ijigen no Sniper
Metantei Conan: Ijigen no Sniper  (名探偵コナン　異次元の狙撃手スナイパー  Meitantei Konan: Ijigen no Sunaipā?) es el título del decimoctavo largometraje de la serie de anime y manga Detective Conan estrenado en Japón el 19 de abril del 2014. La película recaudó 4 billones de yens.

## Reparto
- Minami Takayama como Conan Edogawa.
- Wakana Yamazaki como Ran Mōri.
- Rikiya Koyama como Kogorō Mōri.
- Kappei Yamaguchi como s Shinichi Kudo.
- Megumi Hayashibara como Ai Haibara.
- Naoko Matsui como Sonoko Suzuki.
- Ikue Ohtani como Mitsuhiko Tsuburaya.
- Wataru Takagi como Genta Kojima/Wataru Takagi.
- Chafūrin como Inspector Megure.
- Atsuko Yuya como Oficial Satou.
- Miyuki Ichijou como Jodie Starling.
- Shūichi Ikeda como Shuichi Akai.
- Kiyoyuki Yanada como Andre Camel.
- Noriko Hidaka como Masumi Sera.
- Ryotaro Okiayu como Subaru Okiya.
- Sota Fukushi como Kevin Yoshino.
- Patrick Harlan como Jack Walz.